# Vilijamovka
Vilijamovka je voćna rakija koja se dobija destilacijom i/ili rektifikacijom profermentisanog kljuka isključivo svežih plodova krušaka ili šire, krušaka sorte vilijamovka, sa ili bez semenki, do najviše 86% v/v sadržaja etanola, tako da miris i aroma destilata potiču isključivo od destilisanih sirovina.

## Sorta kruške
Danas se u svetu gaji preko 6.000 krušaka. One koje se gaje kod nas grupišu se po redosledu sazrevanja: u letnje, jesenje i zimske sorte. Plodovi kruške imaju dugu sezonu potrošnje, počev od juna pa sve do maja, pa čak i duže, naredne godine. Cenjena je i kao sveže voće i za bezalkoholnu i alkoholnu preradu. Za proizvodnju rakije se mogu koristiti plodovi svih sorti krušaka, ali se u poslednjih 50 godina najviše koristi sorta vilijamovka.

### Berba kruške vilijamovke
Krušku vilijamovku je najbolje brati dok su plodovi još sa pretežnom zelenom bojom, ali i sa primetnim delom žućkaste boje, kada se plodovi mogu lako odvajati od rodnih grančica. U ovom stanju zrelosti ostalo je u plodovima još oko 60% skroba, od maksimalne njegove količine, koja se nije hidrolizovala u šećere. Dozrevanje kruške treba da se odigrava postepeno u hladu, pri kome se preostala količina skroba hidrolizuje do fermentabilnih šećera. Uporedo sa hidrolizom skroba dolazi i do hidrolize celuloze, hemiceluloze, pektinskih materija i drugih sastojaka. Usled ovih promena dolazi do povećanja sadržaja šećera i arome. Usled promena strukture mezokarpa dolazi do omekšavanja plodova. Ako se plodovi prerano oberu, neće doći do navedenih promena posle branja, pa će vilijamovka ostati nedozrela, sa znatno manje šećera i arome. Zbog ovog dobiće se manji randman rakije, koja neće imati izraženu cenjenost i pitkost.
Ranije obrani plodovi, sa 70-80% zrelosti, mogu se čuvati u hladnom skladištu 3 meseca. U hladnjačama vilijamovka se  čuva na temperaturi 0-3 °, pa su promene tokom čuvanja minimalne. Ako bi se kruška iz hladnjače koristila za proizvodnju rakije, ona se prethodno mora čuvati na odgovarajućoj temperaturi određeno vreme, da se obavi dozrevanje. Optimalna temperatura za dozrevanje vilijamovke je 15,6 °C.

## Priprema plodova za izvođenje alkoholnog vrenja
Kada se zna da plodovi vilijamovke sadrže najviše arome kada potpuno požute i postanu meki, tada su sva nastojanja i ulaganja opravdana da se prerađuju baš u toj fazi zrenja, odnosno zrelosti.
Kada se vilijamovka prerađuje u rakiju kod sitnih proizvođača, u manje opremljenom pogonu, dozrevanje plodova u hladu može se produžiti dok veći deo ugnjili, pa se takvi mogu stavljati na vrenje i bez prethodnog mlevenja. Optimalno dozreli plodovi kruške vilijamovke melju se na mlinu za jabučasto voće, a zatim se mlevena masa pasira. Ovim pasiranjem treba da se odvoje peteljke i semenke, a kljuk da bude tečljiv.
Da bi se smanjila oksidacija tokom primarne prerade i kasnije, voćna masa ne treba da bude u kontaktu sa gvožđem. U istom cilju pasirani kljuk se odmah prebacuje u fermentor, u kome treba što pre da otpočne alkoholno vrenje i stvaranje ugljenik(IV)-oksida, kako bi se obezbedili potrebni anaerobni uslovi. Na početku rada kljuku treba dodati prethodno pripremljenog i umnoženog aktivnog selekcionisanog kvasca u količini 5%.
Kljuk kruške vilijamovke može biti napadnut buternim bakterijama, koje se često pojavljuju za vreme toplih dana i kada je pH kljuka visok. Destilati koji se dobijaju od ovakvog kljuka imaju miris i ukus na užegli buter, koji je prouzrokovan od nastalih kiselina: buterne, valerijanske, kapronske i njihovih estara. S obzirom da popravljanje takvih destilata nije lako, treba sprečiti nastajanje tih nepoželjnih kiselina. To se može postići zakiseljavanjem kljuka još pre alkoholnog vrenja, čime će se sprečiti i rad bakterija koje stvaraju akrolein-jedinjenje koje deluje jako iritirajuće na čulo mirisa i vida.
Da bi alkoholno vrenje bilo čistije, kljuk vilijamovke, sa malo sopstvenih kiselina treba zakiseliti toliko da se pH kljuka snizi na vrednost 3,0-3,2. Da bi se ovo postiglo potrebno je dodati 100-150g/hl fosforne kiseline ili oko 100g/hl koncentrovane sumporne kiseline. Ako se koristi fosforna kiselina, ona, pored povećanja kiselosti odnosno snižavanja pH u kljuku, ima ulogu i dopunskog hraniva za kvasce. Kada se koristi sumporna kiselina, ona se prethodno razredi vodom na koncentraciju 5%. Pri ovome ne treba zaboraviti da se kiselina postepeno dodaje u vodu uz mešanje, a nikako obratno, vodu u kiselinu.
Povećavanjem kiselina u kljuku tako da mu se pH sa 4,0 snizi na 3,0-3,2 doprinosi da se smanji razmnožavanje bakterija i da se delimično inhibira delovanje pektolitičkih enzima, pa će se stvoriti manje metanola i nekih drugih sekundarnih sastojaka. Ovde se mora imati u vidu, da će zakiseljavanje kljuka prouzrokovati i usporenije alkoholno vrenje, pa mu se neće previše povećati temperatura sopstvenim egzotermnim procesom. Pri ovome, vrenje će se završiti 2-3 dana kasnije u odnosu na isti kljuk, kome nije dodavana kiselina.
Tokom celog perioda alkoholnog vrenja kljuk treba homogenizovati jednom dnevno. Za ovo se mogu koristiti priručna sredstva, industrijska mešalica ili pak prebacivanje pumpom sa dna na vrh fermentora, u količini 25-30% od zapremine suda.

### Konzervisanje fermentisanog kljuka vilijamovke
Kada se alkoholna fermentacija završi, za preporuku je da se odmah pristupi destilaciji, što ima više prednosti. Ako se sa destilacijom iz bilo kojih razloga mora sačekati, fermentisani kljuk se mora konzervisati odnosno zaštititi od kvarenja.
Prvo fermentor treba potpuno dopuniti sa istim fermentisanim kljukom, a zatim ga hermetički zatvoriti, kako bi se onemogućilo prisustvo vazduha. Ako pak nema istog kljuka na raspolaganju, fermentor se može dopuniti, u količini 5-10% zapremine sa vodom koja je zakišeljena sa 100g/hl koncentrovane sumporne kiseline. Ako čuvanje kljuka treba da traje dugo ili ako mu pre početka vrenja nije dodavana kiselina, korisno je da se ona doda sada, u količini da se pH spusti ispod vrednosti 3,2 u celoj masi kljuka, što zahteva dobru homogenizaciju mešanjem. Ukoliko je izvodljivo, korisno je da se prevreli kljuk rashladi koliko je moguće više, do oko 0 °C, kako bi se sprečilo razvijanje bakterija.
Konzervisanje prevrelog kljuka može se ostvariti i tako što se umesto dopunjavanja suda u otpražnjeni prostor ubaci određena količina inertnog gasa kao što su ugljenik(IV)-oksid, azot ili argon. Ovaj ubačeni gas treba da bude pod blagim pritiskom od 0,01-0,02 bar, na takav način da bi se gas neprestano nalazio na vrhu rezervoara. Izneti načini konzervisanja mogu se primeniti i za konzervisanje prevrelih komina i od drugih vrsta i sorti voća.

### Destilacija prevrelog kljuka vilijamovke i redestilacija sirove meke vilijamovke
Način pripreme kruške za alkoholnu fermentaciju dobrim delom uslovljava mogući način destilacije. Ako je kruška samo blago zgnječena ili grubo mlevena predodređeno je da se destilacija odigrava preko aparata koji rade sa prekidima. Ako je pak kruška fino mlevena i uz to još i pasirana, njen fermentisani  kljuk je dovoljno tečljiv da se može destilovati i preko uređaja koji rade u kontinualnom toku. Bitno je da se kod oba načina destilacije obezbedi što potpunije prevođenje etanola i aromatičnih sastojaka u destilat. Neposredno pre početka destilacije, voćni kljuk treba homogenizovati, kako bi gusti i tečni deo bili  u ravnomernom odnosu u celoj zapremini.
Destilacijom na jednostavnim aparatima dobija se sirova meka rakija sa koncentracijom etanola 25-30% v/v. Ova rakija se može koncentrisati i prečistiti njenom ponovnom destilacijom (prepicanjem) na istom aparatu, u koji bi se sada stavila blaga rakija od 3 ili 4 šarže prethodne tj. prve destilacije.
Druga destilacija se izvodi vrlo pažljivo i laganije, uz obavezno izdvajanje frakcija. Kada je primarna sirovina - kruška vilijamovka bila ispravna, a zatim i od nje dobijeni prevreli kljuk pa i sirova meka rakija, prva frakcija - prvenac, izdvaja se u količini 1-1,5% od zapremine rakije koja se prepiče. Potrebna količina izdvajanja prvenca tačnije se određuje degustacijom, odnosno kada se oseti da je predestilisan veći deo najlakše isparljivih sastojaka, kao što su acetaldehid i etilacetat, koji su oštri i vrlo karakteristični na mirisu i grubi na ukusu. Odvojeni prvenac ima oko 75% v/v etanola.
Srednja ili glavna frakcija „srce” prihvata se ravnomernim tokom isticanja destilata, kod koga se koncentracija etanola postepeno permanentno snižava. Momenat prelaska sa hvatanja „srca” na prihvatanje frakcije patoke, određuje se po prosečnoj koncentraciji etanola u destilatu „srce” ili po koncentraciji etanola na izlazu iz hladionika. Kod prepicanja sirove meke rakije vilijamovka, koncentracija etanola na izlazu iz hladionika ne bi trebalo da bude niža od 45% v/v, uz napomenu da destilat koji izlazi nije počeo da opalescira. Odnosno, prelaz na patoku treba da bude pre pojave opalescencije ili mućenje destilata i pojave prvih bljutkasto-kiselkasto-gorkastih ukusnih impresija. Srednja frakcija treba da bude jačine 55-57% v/v.
Destilacija se nastavlja sa odvajanjem patoke do iscrpljenja etanola iz tela aparata, praktično kada koncentracija etanola u destilatu na izlazu se snizi na 1-2%, odnosno kada u telo aparata nema više od 0,05% v/v etanola. Dok traje destilacija patoke, zagrevanje treba da bude jače da se iscrpljivanje etanola brže završi.
Pri korišćenju uređaja za jednokratnu destilaciju obavezno se odvajaju sporedne frakcije, prvenac i patok. Ovde je specifičnost da se u prvencu dobijenom na ovom uređaju nalazi znatno veća koncentracija acetaldehida i etilacetata, nego u ovome koji se odvaja pri radu na jednostavnom aparatu. Ovo je razlog zašto dobijena rakija, tj. srednja frakcija preko predmetnih uređaja sadrži manje aldehida i estara. Ova srednja frakcija takođe sadrži manje kiselina koje se kao teže isparljive lakše kondenzuju u deflegmatoru kao i voda, pa se vraćaju u telo aparata. Kao posledica pojačavajućeg delovanja kolone i deflegmatora, tokom prvog dela destilacije izlazi destilat sa skoro istom koncentracijom etanola, da bi se pri kraju ovog procesa ona brzo smanjivala, pa treba obratiti pažnju kada treba sa srednje frakcije preći na odvajanje patoke. U konkretnom slučaju, kod rakije vilijamovke to je najčešće momenat kada se koncentracija etanola na izlazu iz hladnjaka snizi na blizu 45% v/v nikako niže. Celu destilaciju treba tako voditi, da srednja frakcija vilijamovke bude sa koncentracijom etanola 55-57% v/v.
Kada se destilacija obavlja odmah posle završenog vrenja nema opasnosti da će se u rakiji vilijamovki osetiti patočni ton i kod ovakve relativno manje gradacije na izlazu iz kolone. Odvajanjem sporedne frakcije, u kojoj su koncentrisani aldehidi i estri, dobiće se dopadljiva i pitkija vilijamovka sa čistim karakteristikama, a ne oštri miris. Ovom kontinualnom kao i prekidnom destilacijom ne može se bitnije smanjiti sadržaj nepovoljnog sastojka metanola, koji se posebno kod rakije vilijamovke nalazi u povećanoj količini. Međutim, kada se primenjuje kontinualna destilacija prevrelog kljuka može se dodati dopunska kolona za demetanolizaciju, kojim se znatno može sniziti sadržaj metanola, ali uz njega snižava se i sadržaj acetaldehida, etilacetata i drugih aromatičnih sastojaka.

### Odležavanje i finalizacija destilata vilijamovke
Dobijeni destilat vilijamovke prebacuje se u sudove od inertnog materijala, kao što su cisterne od nerđajućeg čelika ili stakleni sudovi na odležavanje za vreme od 3-6 meseci. Posle ovog odležavanja u kontaktu sa vazdušnim kiseonikom, destilat vilijamovke gubi oštrinu i specifični nedopadljiv ton novog destilata. On se postepeno razređuje destilovanom vodom (nekoliko turnusa) do koncentracije 40-43% v/v, sa kojom će se obaviti završno formiranje. U cilju boljeg harmonizovanja, sigurnije fizičke stabilizacije i postizanja čistijeg sortnog mirisa, formiranu rakiju vilijamovku treba podvrgnuti hlađenju od temperature -8 do -12 °C i da na toj temperaturi ostane 4-5 dana. Posle ovog vremena rakija se tako hladna profiltrira, dovodi na temperaturu 20 °C i puni u bocu.
Rakija vilijamovka treba da je bezbojna i bistra, sa izraženim karakterističnim dominantnim mirisom koji potiče od sorte kruške vilijamovke, sa punim harmoničnim i dopadljivim ukusom. Izuzetno retko sreće se i rakija vilijamovka sa bledom žutom bojom. Izvanredno prefinjena i osobito dopadljiva aroma kruške sorte vilijamovke i od nje proizvedena rakija potiče iz tri izvora: a) prvog, koji potiče od složene mešavine aromatičnih sastojaka koji su većim delom etil i metil estri trans-2, cis-4, dekadienske kiseline, koji daju karakteristični aromatični ton kruške vilijamovke; b) drugi, koji čine supstance koje su nastale delimično degradacijom, u toku fermentacije primarnih aromatičnih sastojaka koji se nalaze u voću. Ovo se posebno odnosi na heksanol, koji potiče delom od hidrolize heksilacetata i estara trans-2, trans-4 dekodienske kiseline, koji su prisutni samo u tragovima u svežem voću; c) trećeg, koji čine aromatični sastojci koji potiču od sekundarnih produkata fermentacije šećera kruške koji se ne nalaze u svežem voću. Ove supstance se nalaze u svim rakijama, ali u različitim količinama.
Po hemijskom sastavu, rakiji od kruške vilijamovke zamera se relativno veći sadržaj metanola, koji je najčešće u granicama 10,0-17,6/l a.a. ili prosečno oko 13,5 g/l a.a. kako po pravilniku EU rakija vilijamovka ne sme sadržati više metanola od 12,5 g/l a.a., te se tehnološki mora nastojati da se njegov sadržaj snizi. Snižavanje metanola zasniva se na inaktiviranju pektolitičkih enzima zagrevanjem kljuka vilijamovke pre fermentacije na temperaturi 80-90 °C. Ovim postupkom zagrevanja smanjen je sadržaj metanola u rakiji za oko 50%.
Na tržištu, rakija vilijamovka se često nalazi sa plodom u boci, što deluje veoma atraktivno. Međutim, ako se pre stavljanja ploda kruške vilijamovke u bocu, ne obavi neutralizacija istog, kasnije dolazi do brzog snižavanja kvaliteta finalnog proizvoda, pojavom menjanja boje i nastanka oporosti i neprijatne astringence. Prisustvo ploda vilijamovke u boci, obezbeđuje se ili prirodnim putem, porastom i sazrevanjem ploda u boci na grani ili veštačkim putem, stavljanjem ploda vilijamovke u donji deo boce pre punjenja sa finalnim destilatom.

## Spoljašnje veze
- Viljamovka